# Marianne Bachmeier
Marianne Bachmeier (Sarstedt, Baixa Saxònia, 3 de juny de 1950 - Lübeck, 17 de setembre de 1996) va ser una dona que es va fer famosa a Alemanya després d'assassinar a trets a l'assassí confés de la seva filla a la sala del Tribunal de Districte de Lübeck el 6 de març de 1981, en un homicidi considerat com a justícia per pròpia mà.

## Joventut i família
Va néixer el 3 de juny de 1950 i va créixer a la localitat de Sarstedt, on els seus pares van fugir des de Prússia Oriental en acabar la Segona Guerra Mundial, pel fet que el seu pare havia estat membre de les Waffen-SS. La Marianne va créixer en un entorn familiar conservador amb pares molt devots. El seu pare encarnava l'estereotip de figura autoritària, un bevedor empedreït que es gastava la major part del seu temps en un bar de prop de casa. L'ambient a casa es va tornar cada vegada més desagradable i l'alcoholisme va fer el seu pare cada vegada més agressiu. Finalment, els seus pares es van divorciar quan ella era petita i la seva mare es va tornar a casar.
El 1966, quan tenia 16 anys, va tenir el seu primer fill, al qual va donar en adopció. Als 18 anys va tornar a quedar-se embarassada del seu nuvi d'aleshores. Poc abans del naixement d'aquesta nena, la Marianne va ser violada. El seu segon fill també va ser donat en adopció sent un nadó. El 14 de novembre de 1972 va néixer la tercera filla de la Marianne, anomenada Anna, i la va criar tota sola com a mare soltera. Després del naixement de l'Anna, la Marianne es va sotmetre a una operació de lligament de trompes.

## Assassinat de la seva filla
El 5 de maig de 1980, quan l'Anna Bachmeier tenia 7 anys, va discutir amb la seva mare i va decidir faltar a l'escola fugint de casa. Poc després Anna va ser segrestada per Klaus Grabowski, un carnisser de 35 anys, el domicili dels quals havia visitat per a jugar amb els seus gats. Grabowski va retenir a l'Anna durant diverses hores a la seva casa, la va agredir sexualment i finalment la va escanyar amb un parell de mitges de la seva promesa. Segons el fiscal del procés judicial, Grabowski va lligar a la nena i la va ficar en una caixa, que després va deixar en la riba d'un canal, però la seva promesa el va delatar a la policia.
Klaus Grabowski ja havia estat condemnat anteriorment per l'abús sexual de dues nenes. El 1976 es va sotmetre voluntàriament a una castració química, encara que posteriorment es va saber que va seguir un tractament hormonal per a intentar revertir la castració. Una vegada detingut, Grabowski va declarar que no tenia intenció d'abusar sexualment de l'Anna. Va dir que la mateixa nena va intentar seduir-ho i extorquir-ho, i que la seva por de tornar a la presó el va impulsar a matar-la. Va afirmar que l'Anna hauria volgut explicar-li a la seva mare que Grabowski l'havia tocat de manera inapropiada, amb l'objectiu d'extorquir-lo.

## Judici i assassinat de Grabowski
El 6 de març de 1981, el tercer dia del judici, Marianne Bachmeier va introduir una pistola model Beretta 70 a la sala del Tribunal de Districte de Lübeck i va disparar a l'assassí confés de la seva filla, Klaus Grabowski. Va apuntar l'arma a l'esquena de l'assassí i va prémer el gallet vuit vegades, set dels trets van impactar-li i l'acusat va morir gairebé a l'instant.

### Reacció pública
Aquest és probablement el cas més conegut de justícia per pròpia mà a l'Alemanya Occidental. Va desencadenar una àmplia cobertura mediàtica, i equips de televisió de tot el món van viatjar fins a Lübeck per a informar sobre aquest cas. Una gran part de la població es va mostrar comprensiva amb les accions de Bachmeier. Ella va vendre la història de la seva vida per uns 250.000 marcs alemanys en una exclusiva a la revista de notícies Stern. Amb aquests diners va poder cobrir les despeses legals del judici contra ella.

### Sentència per homicidi
El 2 de novembre de 1982, Marianne Bachmeier va ser acusada inicialment d'assassinat en un procés judicial per la mort de Grabowski, però posteriorment la fiscalia va retirar aquesta acusació. Després de 28 dies de negociacions, el jurat va acordar el veredicte i així, quatre mesos després de l'obertura del procés, va ser condemnada el 2 de març de 1983 per la Sala del Tribunal de Circuit del Tribunal de la Cort del Districte de Lübeck per homicidi no intencional i condemnada per possessió il·legal d'una arma de foc, arribant a un total de sis anys de presó, encara que va ser alliberada després de complir-ne tres.

### Mudança a l'estranger
El 1985 Bachmeier es va casar amb un professor i el 1988 es va traslladar a Lagos, Nigèria, o Accra, Ghana. Van viure en un campament alemany on el seu marit feia classes en una escola alemanya. Es van divorciar el 1990 i ella es va traslladar a Sicília, on li van diagnosticar un càncer i va tornar a Alemanya.

### Entrevistes
L'any 1994, 13 anys després de l'acte, Marianne Bachmeier va donar una entrevista a l'emissora de ràdio Deutschlandfunk 7. Aquell mateix any, la seva autobiografia va aparèixer publicada per l'editorial alemanya Schneekluth-Verlag. El 21 de setembre de 1995, va mostrar-se en el programa d'entrevistes Fliege del canal de televisió Das Erste. Allí va admetre que havia disparat a Grabowski després d'una acurada reflexió, amb la finalitat de fer-li complir la llei i evitar que continués difonent mentides sobre l'Anna. En un documental de l'ARD de 2006, un antic amic seu va afirmar que després de la mort de l'Anna, Marianne Bachmeier practicava el tir en el soterrani del bar Tipasa. Bachmeier mai va expressar remordiment pel seu acte de venjança en públic.

## Defunció

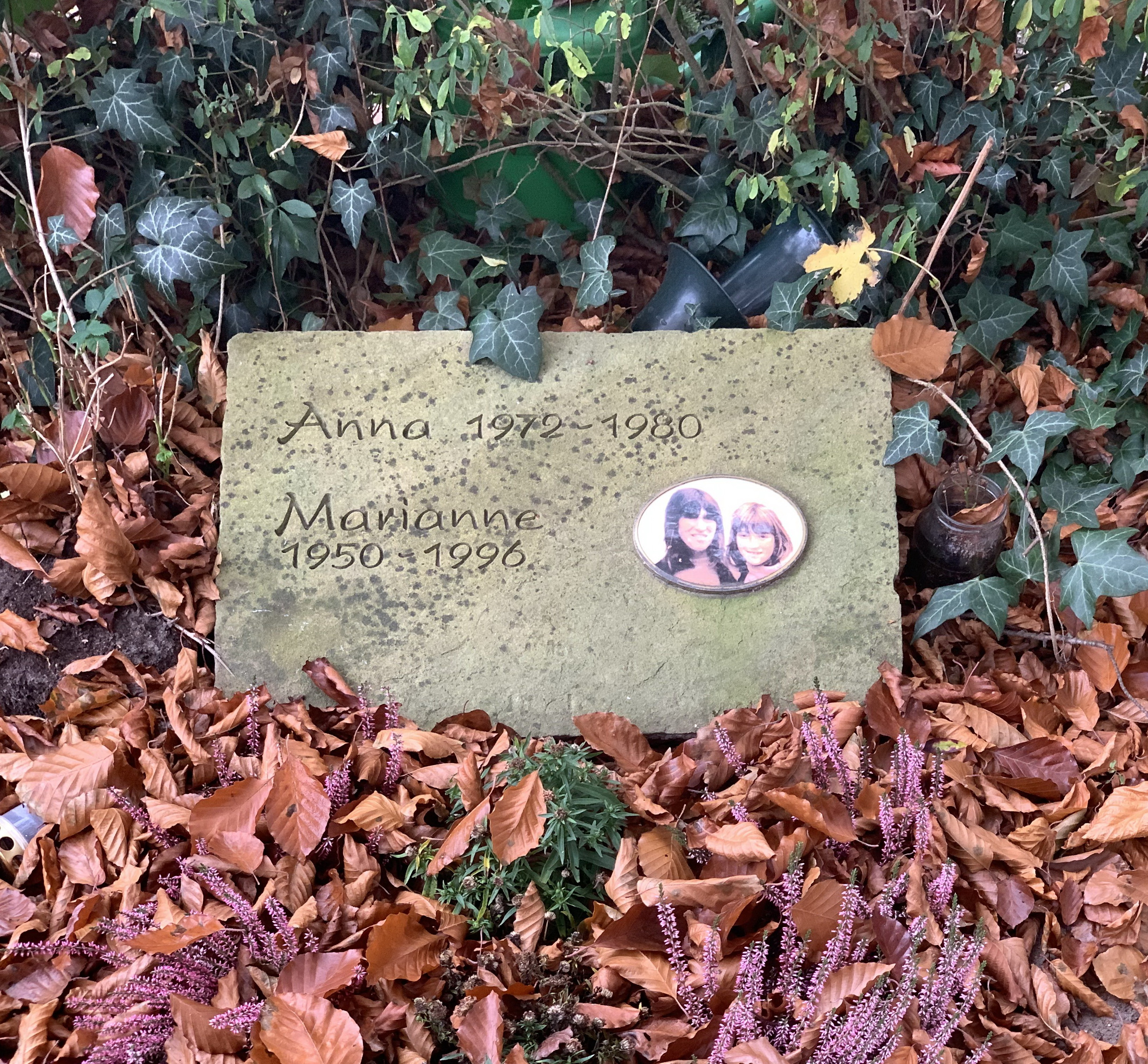
Tomba de Marianne i Anna Bachmeier a Lübeck (2008).

El 17 de setembre de 1996, Bachmeier va morir a l'edat de 46 anys a causa d'un càncer de pàncrees en un hospital de Lübeck. En realitat, el seu desig era morir a la seva llar adoptiva siciliana de Palerm. Abans de morir, va demanar al reporter de la NDR, Lukas Maria Böhmer, que l'acompanyés amb una càmera de cinema durant els últims moments de la seva vida. Està enterrada a la mateixa tomba que la seva filla Anna en el cementiri Burgtor de Lübeck.

## A la cultura popular
A principis de la dècada de 1980, el Col·lectiu Anna, un grup format per Aida Jordão, Suzanne Odette Khuri, Ann-Marie MacDonald, Patrícia Nichols, Baņuta Rubess, Tori Smith, Barb Taylor i Maureen White, va començar a treballar en una obra de teatre sobre Bachmeier i l'homicidi de l'assassí de la seva filla. Una versió curta de l'obra es va estrenar el 1983. L'obra completa, This is for you, Anna, es va estrenar el 1984.